# Giải Hans Christian Andersen
Giải Hans Christian Andersen, hoặc Huy chương Hans Christian Andersen (tiếng Đan Mạch: H.C. Andersen-medaljen) hoặc giải IBBY là một giải thưởng quốc tế dành cho văn học thiếu nhi và tuổi trẻ.
Giải này được tổ chức Ban quốc tế về sách cho các người trẻ (International Board on Books for Young People, viết tắt là IBBY) lập ra từ năm 1956 và được trao hàng năm cho một tác giả. Từ năm 1966 cũng trao thêm một giải cho họa sĩ vẽ minh họa cho sách thiếu nhi.
Giải này được coi là giải thưởng cao nhất dành cho văn học thiếu nhi và thường được gọi là «Giải Nobel nhỏ».
Theo thông lệ, lễ trao giải được tổ chức tại Đan Mạch, do nữ hoàng Margrethe II của Đan Mạch đích thân trao, tuy nhiên trong những năm vừa qua giải cũng được trai tại "Hội chợ sách thiếu nhi" ở Bologna.

## Các người đoạt giải

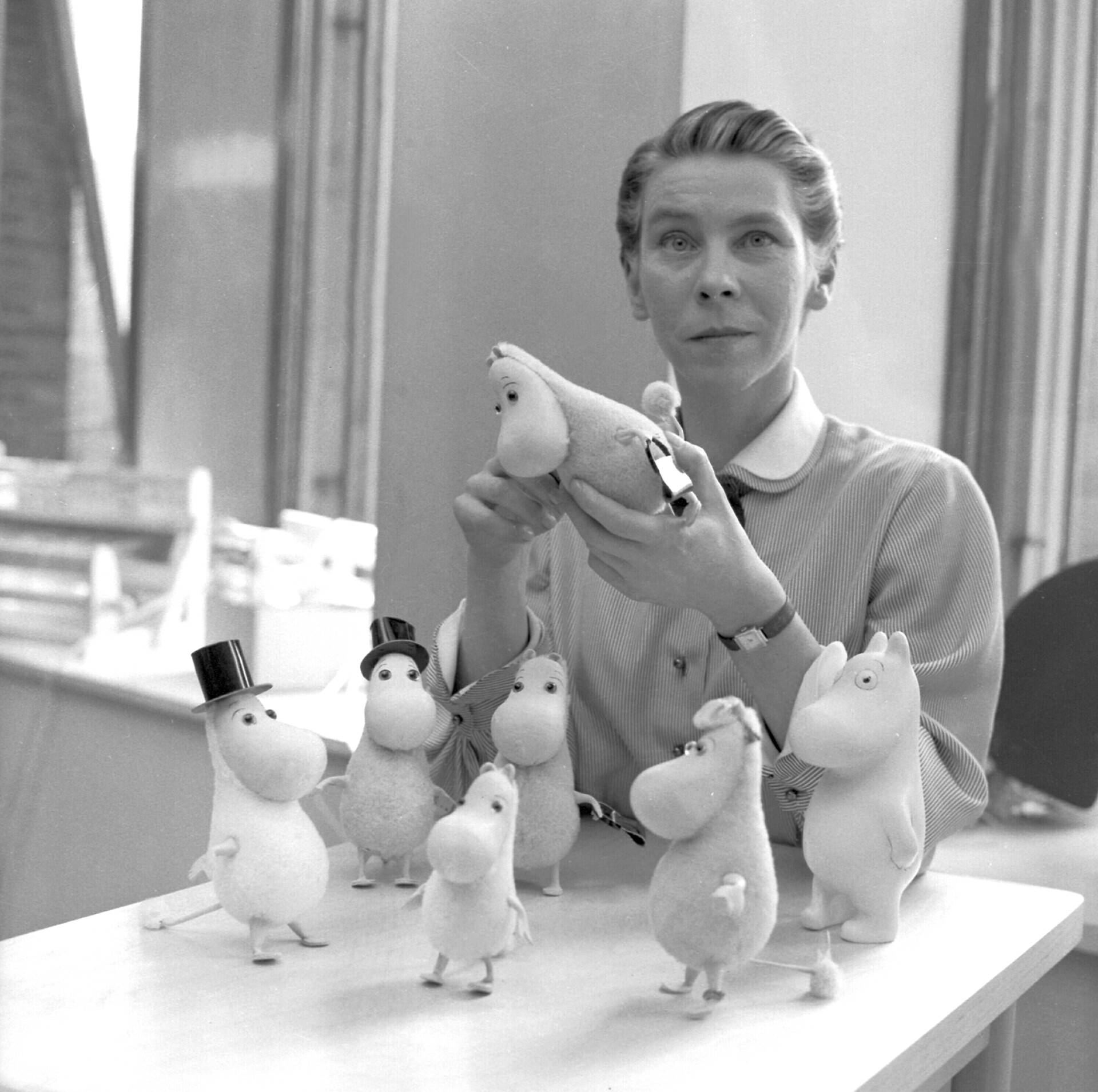
Tove Jansson đoạt giải năm 1966

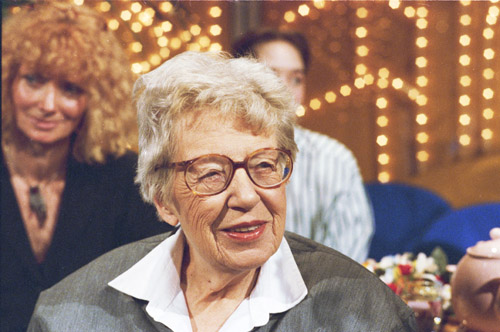
Annie M.G. Schmidt đoạt giải năm 1988

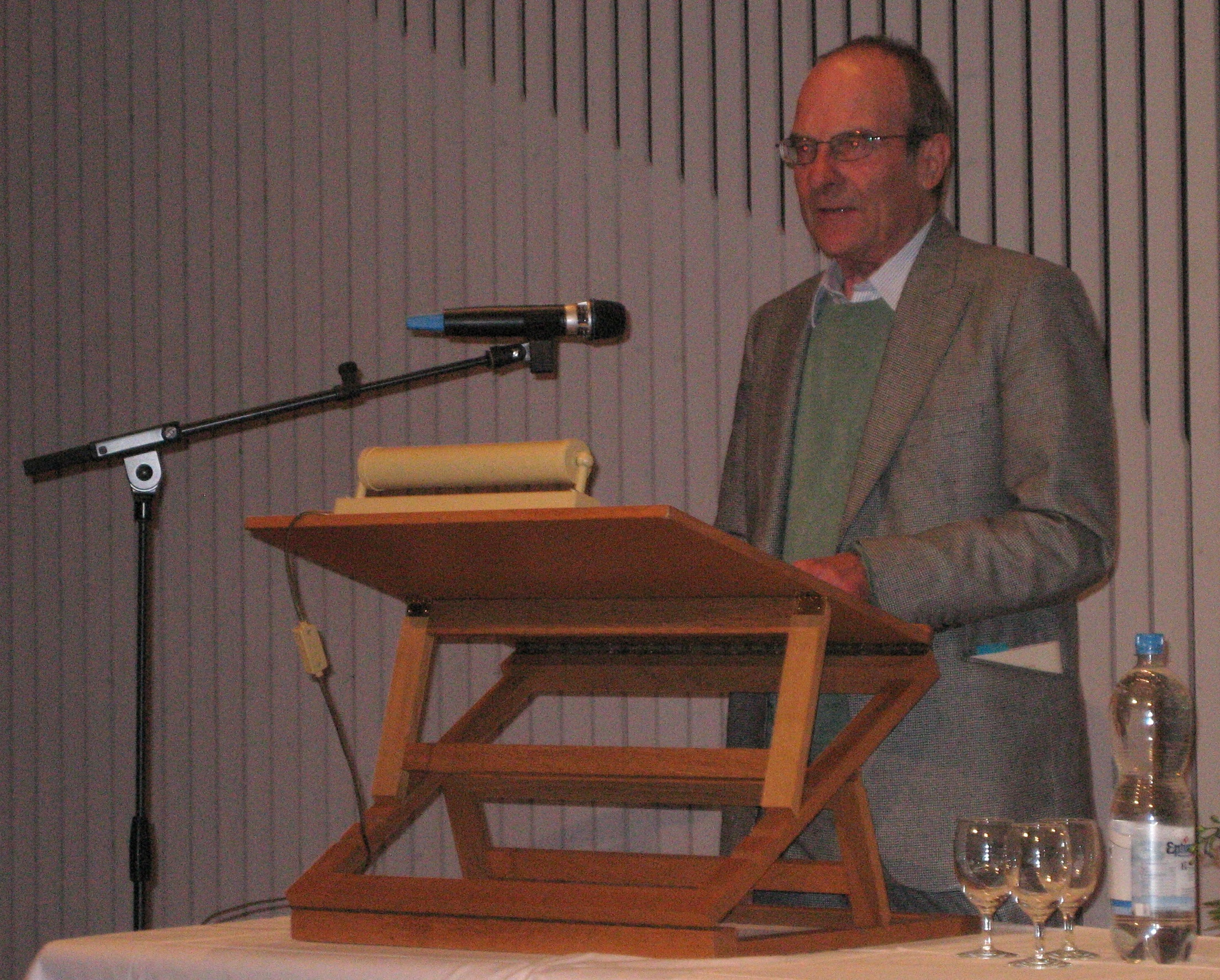
Jürg Schubiger đoạt giải năm 2008

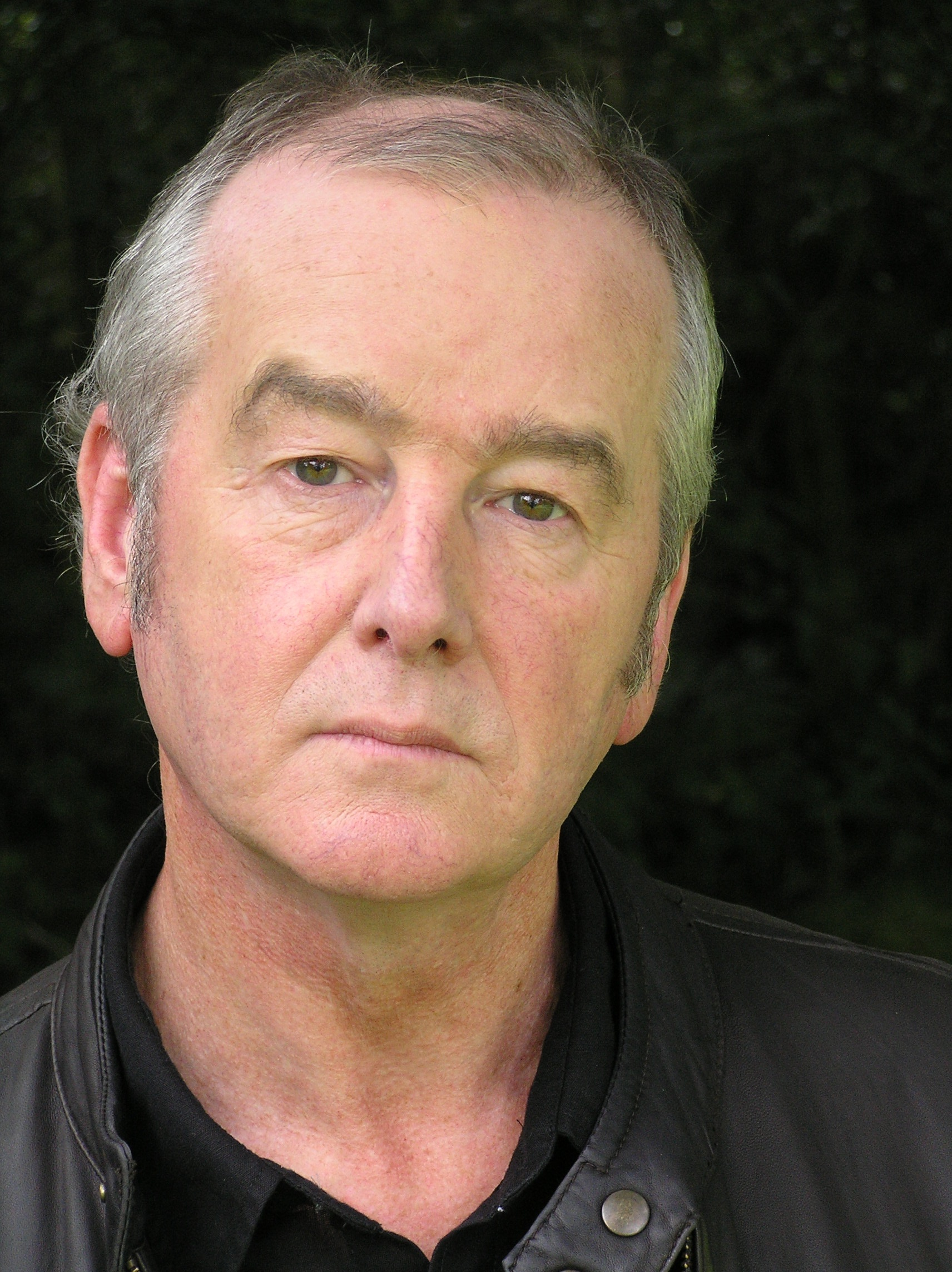
David Almond đoạt giải năm 2010

### Giải Hans Christian Andersen cho tác giả
- 1956: Eleanor Farjeon (Anh)
- 1958: Astrid Lindgren (Thụy Điển)
- 1960: Erich Kästner (Đức)
- 1962: Meindert DeJong (Hoa Kỳ)
- 1964: René Guillot (Pháp)
- 1966: Tove Jansson (Phần Lan)
- 1968 James Krüss (Đức) và José Maria Sanchez-Silva (Tây Ban Nha)
- 1970 Gianni Rodari (Ý)
- 1972 Scott O'Dell (Hoa Kỳ)
- 1974 Maria Gripe (Thụy Điển)
- 1976 Cecil Bødker (Đan Mạch)
- 1978 Paula Fox (Hoa Kỳ)
- 1980 Bohumil Říha (Tiệp Khắc)
- 1982 Lygia Bojunga Nunes (Brasil)
- 1984 Christine Nöstlinger (Áo)
- 1986 Patricia Wrightson (Áo)
- 1988 Annie M.G. Schmidt (Hà Lan)
- 1990 Tormod Haugen (Na Uy)
- 1992 Virginia Hamilton (Hoa Kỳ)
- 1994 Michio Mado (Nhật Bản)
- 1996 Uri Orlev (Israel)
- 1998 Katherine Paterson (Hoa Kỳ)
- 2000 Ana Maria Machado (Brasil)
- 2002 Aidan Chambers (Anh)
- 2004 Martin Waddell (Ireland)
- 2006 Margaret Mahy (New Zealand)
- 2008 Jürg Schubiger (Thụy Sĩ)
- 2010 David Almond (Anh)
- 2012 María Teresa Andruetto (Argentina)
- 2014 Nahoko Uehashi (Nhật Bản)

### Giải Hans Christian Andersen cho nghệ thuật minh họa
- 1966: Alois Carigiet (Thụy Sĩ)
- 1968: Jiří Trnka (Tiệp Khắc)
- 1970: Maurice Sendak (Hoa Kỳ)
- 1972: Ib Spang Olsen (Đan Mạch)
- 1974: Farshid Mesghali (Iran)
- 1976: Tatjana Mawrina (Liên Xô)
- 1978: Svend Otto S. (Đan Mạch)
- 1980: Suekichi Akaba (Nhật Bản)
- 1982: Zbigniew Rychlicki (Ba Lan)
- 1984: Mitsumasa Anno (Nhật Bản)
- 1986: Robert Ingpen (Úc)
- 1988: Dusan Kállay (Tiệp Khắc)
- 1990: Lisbeth Zwerger (Áo)
- 1992: Kveta Pacovská (Tsjekkia)
- 1994: Jörg Müller (Thụy Sĩ)
- 1996: Klaus Ensikat (Đ1ưc)
- 1998: Tomi Ungerer (Pháp)
- 2000: Anthony Browne (Anh)
- 2002: Quentin Blake (Anh)
- 2004: Max Velthuijs (Hà Lan)
- 2006: Wolf Erlbruch (Đức)
- 2008: Roberto Innocenti (Ý)
- 2010: Jutta Bauer (Đức)
- 2012: Petr Sís (Cộng hòa Séc)
- 2014: Roger Mello (Brazil)